# Allen Walker
Allen Walker (アレン・ウォーカー Aren Uōkā?) es un personaje ficticio y protagonista del manga y anime D.Gray-man creado por Katsura Hoshino. Allen fue creado a partir de la protagonista femenina del predecesor de la obra, Zone; Hoshino alargó el cabello del personaje femenino para poder crear el diseño este.
En el anime y manga, Allen es enviado por su maestro a Inglaterra durante el siglo XIX para unirse a una orden de exorcista. Allen tiene el deber de detener al Conde Milenario de destruir el mundo, ya que cree que es el único capaz de hacerlo o no?
Aparece en otros medios relacionados con la franquicia, incluyendo los dos videojuegos. Asimismo, ha sido muy popular entre los lectores de la serie, alcanzando por lo general los primeros encuestados de los personajes de la obra. Su diseño ha sido elogiado por múltiples revisores, así como su diferencia con la de un «típico protagonista de manga de demografía shōnen». Además, varios accesorios se han lanzado a la venta en semejanza al personaje, como figuras de acción, peluches de felpa, llaveros, y uniformes cosplay.

## Creación y concepción
Katsura Hoshino fue tomando notas de cómo quería crear a este personaje, y como resultado, eligió hacerlo «travieso, grosero e idiota». Aunque su diseño final era mejor con el uniforme de la Orden Oscura, la autora creía que debería ser más masculino. Hoshino también se basó en la protagonista femenina del one-shot de la obra, Zone, alargando el cabello del personaje femenino para poder crear el diseño este. Asimismo, en ocasiones hace comentarios cómicos sobre el cabello de Allen, ya que en el desarrollo de la serie se va pareciendo al de los Supersaiyajin. Al comenzar la publicación de D.Gray-man, la mangaka comentó que Allen era uno de los personajes más difíciles de dibujar.

## Personalidad
Allen suele ser amistoso y amable con las demás personas, ya que se da cuenta de que las almas humanas también necesitan «la salvación», y aprende la importancia de sus amigos y compañeros. Como resultado, es fiel a sus amigos y compañeros y los protege a toda costa. Ama a su padre adoptivo, Mana Walker, y está muy influenciado por este, tanto es así que dice que usan una «máscara de Mana». Allen le prometió a Mana que seguiría avanzando en el camino que había elegido para sí mismo y que nunca se rendiría. Debido a esta promesa, el protagonista siempre es optimista sin importar la situación. Al principio, era muy educado y hablaba formalmente, al igual que lo hacía Mana. No obstante, a medida que avanza la serie, empieza a dejar de comportarse así.

## Habilidades
Su principal arma es el anti-Akuma, el cual cuando es invocado aparece como el brazo izquierdo deformado de Allen. Sin embargo, su brazo se compone realmente de una estructura celular diferente a la del resto de su cuerpo. El arma pasa a través de dos formas antes de alcanzar la verdadera. Originalmente, aparece como una garra gigante de gran fuerza y rapidez. Más tarde, «se desarrolla» en un arma con una estructura de fuego, lo que le permite disparar proyectiles, así como puede utilizar una espada inversa. Su forma final, el «Payaso de la corona» (神ノ道化 Kuraun Kuraun?, lit. «Payaso de Dios»), el brazo izquierdo de Allen ya no parece deformado. Además, su brazo es capaz de producir una gran espada, parecida a la espada que usa el Conde Milenario, y también puede usar su capa como un gancho grappling.

## Apariciones en otros medios
Además del manga y anime, Allen ha hecho varias apariciones en otros medios relacionados con la franquicia. Como protagonista de la serie, es un personaje con el que se puede jugar en los dos videojuegos de D.Gray-man, D.Gray-man: Innocence no Shitotachi y D.Gray-man: Sōsha no Shikaku. También aparece en videojuegos donde lucha contra varios personajes de otros manga y anime; estos juegos incluyen a Jump Super Stars y su secuela, Jump Ultimate Stars.
Asimismo, aparece en la novela ligera de tres volúmenes de la obra, «D.Gray-man: Reverse».

## Recepción
En encuestas sobre la popularidad de los personajes de D.Gray-man realizadas por Shōnen Jump, Allen ha logrado muchas veces alcanzar los primeros lugares. En otro encuestado, este realizado por Animedia Allen ocupó el primer puesto como el «personaje ficticio del siglo XIX más popular». También se han lanzado a la venta varios accesorios en semejanza a Allen, incluyendo llaveros, muñecos de felpa, ropa, y múltiples uniformes cosplay.
Varias publicaciones de manga, anime, videojuegos y otros medios relacionados han proporcionado elogios y críticas sobre el personaje. Sheena McNeil de Squentialtart.com, elogió el diseño de este y señaló que su arma, anti-Akuma, es «bastante impresionante» cuando es invocada. Casey Brienza, revisora de Anime News Network, también elogió a su diseño, indicando que se parece a una «estrella de rock» y que es «diferente a un típico protagonista de manga de demografía shōnen». No obstante, Carlo Santos —otro revisor de Anime News Network— comentó que Allen no hace uso de su «inteligencia» para derrotar a los enemigos, y sólo permite que su «arma lo haga».